# Hasfelmetsző Jack-gyanúsítottak
A Hasfelmetsző Jack-gyanúsítottak körébe az 1888 végétől 1891 elejéig elkövetett gyilkosságsorozat lehetséges tetteseit sorolják, melyek London Whitechapel negyedében történtek. Az elkövető Hasfelmetsző Jack néven vált ismertté, személyazonosságát több száz gyanúsított előállításával próbálták éveken át megállapítani. Számos szakértő és kutató állított fel elméleteket az üggyel kapcsolatban, melyek némelyike meggyőző, némelyike pedig csak fantázia. A különböző elméletek és bizonyítási kísérletek ellenére Hasfelmetsző Jack kiléte máig ismeretlen maradt.

## A korabeli rendőrségi vizsgálatok gyanúsítottjai
A Fővárosi Rendőrség aktái szerint, hogy sorozatgyilkossággal kapcsolatos vizsgálatba tizenegy esetet soroltak be 1888 és 1891 között, melyek „whitechapeli gyilkosságok” néven váltak ismertté. Ezek közül az úgynevezett „általános öt” közé sorolt áldozatok Mary Ann Nichols, Annie Chapman, Elizabeth Stride, Catherine Eddowes és Mary Jane Kelly, melyekkel kapcsolatban a szakértők véleménye megegyezik abban, hogy egy gyilkos követte el őket, Hasfelmetsző Jack. További hat gyilkosságról pedig úgy vélték, összefüggésben lehet a Hasfelmetsző-gyilkosságokkal, ezek Emma Elizabeth Smith, Martha Tabram, Rose Mylett, Alice McKenzie és Frances Coles meggyilkolása, valamint a „Pinchin utcai torzó” esete.
A támadások gyorsasága, a csonkítások módja, az egyes szervek eltávolítása mind arra utaltak, hogy az elkövető orvos vagy hentes. Ezzel szemben mások ezzel nem értettek egyet, mondván, hogy a sebek túl durvák egy szakértőhöz. Ellenőrizték a helyi mészárosok és hentesek alibijét, majd az eredménytelenség miatt kivonták őket a gyanúsítottak köréből. Több mint kétezer embert kérdeztek ki, háromszáz ember után nyomoztak és nyolcvan embert vettek őrizetbe.

### Montague John Druitt
Montague John Druitt (1857. augusztus 15. – 1888. december 1.) dorseti születésű ügyvéd volt, aki jövedelemkiegészítésként segédtanárként dolgozott Blackheathben (Londonban), mígnem elbocsátották röviddel azelőtt, hogy öngyilkosságot követett el 1888-ban. Holttestét a Temze közelében találták meg 1888. december 31-én Chiswick közelében. Egyes modern szerzők úgy vélik, Druitt homoszexuális volt, emiatt bocsátották el tanári állásából, ami öngyilkosságához vezetett. Azonban mivel anyja és nagyanyja is mentális egészségügyi problémáktól szenvedett, lehetséges, hogy elbocsátásának oka az öröklődő pszichiátriai betegség volt. Az „általános öt” közé sorolt gyilkosságok utolsó tagja (1888. november 9.) után nem sokkal bekövetkezett halála vezette arra Melville Macnaghten felügyelőt, hogy 1894. február 23-ai feljegyzésében gyanúsítottként jelölje meg őt. Azonban Macnaghten tévesen a 31 éves ügyvédet 41 éves orvosként írta le. Szeptember 1-jén, az „általános öt” első gyilkosságát követő napon Druitt Dorsetben krikettezett, és napjaink szakértői úgy gondolják, a gyilkos whitechapeli lakos volt, míg Druitt mérföldekkel távolabb élt Kentben, a Temze másik oldalán. Frederick Abberline felügyelő elvetette Druitt komoly gyanúsítottként kezelését, mert az egyetlen bizonyíték ellene a véletlen időzítés volt, hogy öngyilkossága röviddel az „általános öt” eseteinek utolsó eseményét követően történt.

### Seweryn Kłosowski alias George Chapman
Seweryn Antonowicz Kłosowski, más néven George Chapman (nem állt rokoni kapcsolatban az áldozat Annie Chapmannel) (1865. december 14. - 1903. április 7.) Lengyelországban született, majd 1887 és 1888 között emigrált az Egyesült Királyságba röviddel a gyilkosságok kezdete előtt. 1893 és 1894 között a Chapman nevet használta. Három feleségét mérgezte meg és bűneiért 1903-ban felakasztották. A Hasfelmetsző-gyilkosságok idején Whitechapelben élt, és borbélyként dolgozott. H. L. Adam szerint, aki 1930-ban könyvet írt a mérgezésekről, Chapman volt Frederick Abberline felügyelő elsődleges gyanúsítottja, és a Pall Mall Gazette szerint Abberline Chapman elítélése után gyanúsította a férfit. Azonban sokan nem értenek egyet azzal, hogy Chapman lehetett volna az elkövető, mivel feleségeit méreggel ölte meg és sorozatgyilkosok esetében ritka az elkövetési módszerek ennyire drasztikus változása.

### Aaron Kosminski
Aaron Kosminski (született: Aron Mordke Kozminski, 1865. szeptember 11. - 1919. március 24.) lengyel zsidó volt, aki 1891-től a Colney Hatch elmegyógyintézet ápoltja volt. Kosminskit Macnagthen vette fel a gyanúsítottjai listájára 1894-ben írt feljegyzéseiben, valamint Donald Swanson egykori főfelügyelő Robert Anderson felügyelő jelentésének egy másolatának margójára szintén feljegyezte. Anderson azt állította, hogy egy lengyel zsidót azonosítottak Hasfelmetszőként, de nem indult eljárás, mert az ezt valló tanú szintén zsidó volt és nem volt hajlandó vallomást tenni hittársa ellen. Egyes szerzők szkeptikusak Andersonnak eme és legtöbb más kijelentéseivel szemben is, míg mások felhasználják azokat saját elméleteikben. Jegyzeteiben Macnaghten kijelentette, hogy senkit sem azonosítottak elkövetőként, ami teljesen ellentmond Anderson feljegyzéseivel. Kosminski Whitechapelben élt, az elmegyógyintézetben ártalmatlannak bizonyult. Őrültsége akusztikus hallucinációk formájában jelentkezett, valamint paranoiás félelmet mutatott, ha más emberek etették őt, illetve elutasította a mosakodást vagy fürdést. Bár 2014-ben jelentek meg cikkek, melyek szerint Kosminski lehetett Hasfelmetsző Jack, utóbb kiderült, rossz volt a DNS-vizsgálat közben kiszámított genetikai egyezőség esélyének számítása, így az ügy továbbra is nyitott maradt.  A DNS bizonyítékot sokan megkérdőjelezték, és azt állították, hogy az elemzést végző tudós, Jari Louhelainen hibázott. A kritikusok egészen addig nem fogadták el az eredményt, amíg azt más tudósok felül nem vizsgálták. Ez 2019-ben megtörtént, a The Journal of Forensic Sciences folyóiratban pedig megjelentek az adatok és a megerősítés, hogy a DNS Kosminskié.

### Michael Ostrog
Michael Ostrog (kb. 1833-1904?) orosz születésű profi szélhámos volt. Számos álnevet és álkülsőt használt. Hamis személyazonosságai között egy ideig sebész volt az orosz haditengerészetnél. Ostrog Macnaghten egyik gyanúsítottja volt. A kutatóknak nem sikerült bizonyítékot találni, a férfi komolyabb bűncselekményeket követett volna el, mint a csalás és a lopás. Philip Sugden író olyan börtönfeljegyzésekre bukkant, melyek szerint Ostrog kisebb bűncselekmények miatt volt börtönben Franciaországban a Hasfelmetsző-gyilkosságok idején. Ostrog nevét utoljára 1904-ben említették, halála időpontja sem ismert.

### John Pizer
John Pizer vagy Piser (kb. 1850–1897) lengyel zsidó volt, Whitechapelben dolgozott mint csizmakészítő. 1888 őszén, Mary Ann Nichols és Annie Chapman meggyilkolása után William Thicke őrmester tartóztatta le őt. Pizer beceneve „Bőrkötény” volt, és Thicke azt hitte, több kisebb támadást követett már el prostituáltak ellen. A gyilkosságok kezdetén több helyi lakos gyanakodott „Bőrkötényre” annak ellenére, hogy a nyomozást végző felügyelő kijelentette, hogy semmilyen bizonyíték sincs ellene. Végül tisztázták őt a gyanú alól, mikor kiderült, hogy mindkét gyilkosság idejére alibije volt. Az egyik idején rokonoknál tartózkodott, a másik idején pedig egy rendőrrel beszélgetett, miközben a londoni dokkoknál kitört tűzet nézték. Pizer és Thicke már évek óta ismerték egymást, és Pizer úgy vélte, letartóztatása inkább alapult rosszindulaton, mint bizonyítékokon, bár volt már korábban egy vádemelés ellene késes bűncselekmény elkövetése miatt. Pizernek sikerült kártérítést szereznie legalább egy újságtól, mely őt nevezte meg gyilkosnak. (Thicke-et magát is megvádolta H. T. Haslewood, hogy ő a Hasfelmetsző egy 1889. szeptember 10-én a Központi Irodának írt levelében. Azonban a rosszindulatú feltételezést megalapozatlanság miatt elutasították).

### James Thomas Sadler
James Thomas Sadler Frances Coles barátja volt. Coles meggyilkolása volt a whitechapeli gyilkosságok rendőrségi aktájának utolsó eseménye, a nőt egyetlen vágással a torkán ölték meg 1891. február 13-án. Sadlert letartóztatták, de kevés bizonyíték szólt ellene. Bár rövid ideig a rendőrség gyanúsítottja volt, a korábbi gyilkosságok idején a tengeren volt, így vádemelés nélkül elengedték. Sadler neve megjelent Malville Macnaghten felügyelő jegyzeteiben a Coles-ügy kapcsán. Macnaghten szerint Sadler „olyan ember volt, aki képtelen volt kontrollálni indulatait, függővé tette az alkohol és a legalacsonyabb rendű prostituáltak társasága”, ennek ellenére úgy vélte, a Hasfelmetsző-gyilkosságokkal való bármiféle kapcsolata valószínűtlen.

### Francis Tumblety
Francis Tumblety (kb. 1833-1903) kisebb vagyonra tett szert indiai gyógynövényekkel foglalkozó orvosként szerte az Egyesült Államokban és Kanadában, gyakran említették őt mint nőgyűlölő szélhámost. Egyik betege halálának ügyében felmerült a neve, de Tumblety megúszta a büntetőeljárást. 1865-ben letartóztatták Abraham Lincoln meggyilkolásában való bűnrészesség miatt, de vádemelés nélkül elengedték. Tumblety 1888-ban Angliában tartózkodott, ahol november 7-én letartóztatták homoszexuális viselkedés miatt, mely illegális volt abban az időben. Miközben tárgyalására várt, elmenekült Franciaországba, majd az Egyesült Államokba. Az Egyesült Államokban már ismert volt szélhámossága és a korábbi bűnügyi vádak miatt, és a Hasfelmetsző-gyilkosságokkal kapcsolatban le is tartóztatták. Amerikai jelentések szerint a Scotland Yard megpróbálta elérni a kiadatását, de ezt nem erősítette meg sem a brit sajtó, sem a londoni rendőrség, valamint a New York-i rendőrség azt állította, „nincs bizonyíték a whitechapeli gyilkosságokban való bűnrészességére, és a bűncselekmény, amelyre miatt őrizetbe vették Londonban, nem ok a kiadatásra.„ 1913-ban Tumbletyt John Littlechild felügyelő gyanúsította a Hasfelmetsző-ügy miatt, melyet az újságíró és író George R. Simsnek írt levelében állított.

## A korabeli sajtóvisszhang és a nyilvánosság gyanúsítottjai
A whitechapeli gyilkosságok nagy nyilvánosságot kaptak a médiában, és felfigyelt rá a viktoriánus társadalom. Újságírók, levélírók és amatőr detektívek vetettek föl gyanúsítottak neveinek sokaságát vagy a sajtóban, vagy a rendőrség felé. Legtöbbjüket azonban nem lehetett komolyan venni. Például a gyilkosságok idején felmerült Richard Mansfield, a híres színész neve is, aki Robert Louis Stevenson híres könyve, a Strange Case of Dr. Jekyll és Mr. Hyde színházi változatának főszerepét játszotta. A londoni utcákon elkövetett rettenetes gyilkosságok és Mansfield meggyőző alakítása vezetett egy levélírót arra, hogy Mansfieldet azonosítsa Hasfelmetsző Jackkel. A pletykák még Albert Viktor clarence-i és avondale-i herceget, Viktória brit királynő unokáját is emlegették, holott ő két gyilkosság időpontjában is Skóciában járt egy vadászaton.

### William Henry Bury
William Henry Bury (1859. május 25. - 1889. április 24.) akkoriban költözött el az East Endről Dundee-be (Skócia), amikor megfojtotta feleségét, az egykori prostituált, Ellen Elliottot 1889. február 4-én. Hasán mély sebeket ejtett a nő halála után, és testét egy ládába tette. Február 10-én Bury elment a helyi rendőrségre és elmondta nekik, hogy felesége öngyilkos lett. Letartóztatták, vád alá helyezték, bűnösnek találták és felakasztották Dundee-ban. A Hasfelmetsző-gyilkosságokkal való esetleges kapcsolatát is kivizsgálta a rendőrség, de Bury tagadott bármiféle kapcsolatot, miközben feleségének meggyilkolásáról teljes vallomást tett. Mindazonáltal James Berry, a hóhér támogatta az elképzelést, hogy Bury volt a Ripper.

### Thomas Neill Cream
Dr. Thomas Neill Cream (1850. május 27. - 1892. november 15.) orvos volt, aki titokban végzett abortuszra szakosodott. Glasgowban született, Londonban és Kanadában tanult, majd Kanadában és Chicagóban praktizált. 1881-ben bűnösnek találták halálos mérgezés vádjával szeretője férje ellen. Az illinoisi fegyházban töltötte börtönbüntetését 1881 novemberétől, majd jó magaviseletéért 1891. július 31-én szabadlábra helyezték. Ezután Londonba költözött, ahol folytatta a gyilkolást és hamarosan letartóztatták. 1892. november 15-én akasztották fel a Newgate börtönben. Egyes források szerint utolsó szavai ezek voltak: „Én vagyok Jack ...”, ami úgy is értelmezhető, hogy ő volt Hasfelmetsző Jack. Azonban a rendőrségi tisztviselők, akik részt vettek a végrehajtáson, nem tettek említést erről az állítólagos félbeszakadt vallomásról. Mivel még fogságban volt a sorozatgyilkosságok idején, a hatóságok úgy vélik, lehetetlen számára, hogy ő lett volna az elkövető. Azonban Donald Bell szerint megvesztegethette a tisztviselőket és elhagyhatta a börtönt a hivatalos szabadlábra helyezését megelőzően, és Sir Edward Marshall-Hall ügyvéd azt gyanította, hogy a börtönbüntetése alatt talán egy hasonmás volt bent helyette. Az ilyen elképzelések nem valószínűek, és a bizonyítékok is ellentmondanak nekik, melyeket az illinoisi hatóság, a kor újságjai, Cream ügyvédje, a családja és maga Cream biztosított.

### Thomas Hayne Cutbush
Thomas Hayne Cutbush (1864-1903) 1891-ben a Lambeth Kórház páciense volt téveszmék miatt, melyek okozója szifilisz lehetett. Amikor megszúrt egy nőt a fenekén, majd egy második esetben is megpróbálta, őrültnek nyilvánították, és a Broadmoor pszichiátriai intézetbe került, ahol 1903-ban bekövetkezett haláláig ott is maradt. A  The Sun napilap egy 1894-es cikksorozatában feltételezte, hogy Cutbush volt a Hasfelmetsző. Nincs bizonyíték arra, hogy a rendőrség komolyan vette volna az ötletet, és Melville Macnaghten emlékirataiban a három rendőrségi gyanúsított, Druitt, Kosminski és Ostrog mellett cáfolta azt az elképzelést, hogy Cutbush lett volna a sorozatgyilkos. Szintén Cutbush volt a fő gyanúsított A. P. Wolf Jack the Myth című könyvében (1993), aki művében azt suggallta, hogy a Macnaghten feljegyzéseivel csak Cutbush nagybátyját igyekezett megvédeni, aki maga is rendőr volt.

### Frederick Bailey Deeming
Frederick Bailey Deeming (1842. július 30. - 1892. május 23.) 1891-ben megölte első feleségét és négy gyermeküket Rainhillben, St. Helens (Lancashire) közelében. A bűntett felfedezetlen maradt és még abban az évben később emigrált Ausztráliába második feleségével, akit szintén megölt. Testére a házuk alá temetve bukkantak rá, és ennek az ügynek a vizsgálata vezetett a korábbi gyilkosságokhoz is. Letartóztatták, bíróság elé került és bűnösnek találták. A börtönben azzal dicsekedett, hogy ő volt a Hasfelmetsző, azonban a Hasfelmetsző-gyilkosságok idején vagy börtönben volt, vagy éppen Dél-Afrikában tartózkodott. A rendőrség elutasított bármiféle kapcsolatot Deeming és a Hasfelmetsző között. Deeminget végül 1892-ben Melbourne-ben felakasztották.

### Carl Feigenbaum
Carl Ferdinand Feigenbaumot (kivégezték 1896. április 27-én) 1894-ben tartóztatták le New Yorkban, mert elvágta Juliana Hoffmann torkát. Kivégzése után ügyvédje, William Sanford Lawton azt állította, hogy Feigenbaum beismerte, hogy gyűlöletet érez a nők iránt, valamint meggyilkolásukra, megcsonkításukra vágyik. Lawton továbbá kifejtette, hogy úgy vélte, Feigenbaum volt Hasfelmetsző Jack. Bár az ötletet a sajtó terjesztette el abban az időben több mint egy évszázadig nem vizsgálták ki. Segítségével Lawton vádját alapul véve a szerző Trevor Marriott, egy korábbi brit gyilkossági nyomozó bizonyítani próbálta, hogy Feigenbaum lett volna a felelős a Hasfelmetsző-gyilkosságokért, valamint egyéb gyilkosságokért is az Egyesült Államokban és Németországban 1891 és 1894 között. Egyes Marriott által felsorolt gyilkosságok valójában meg sem történtek, csak az újságok sokszor alakítottak vagy találtak ki Hasfelmetsző-szerű történeteket az eladási példányszámok növekelésére. Lawton vádjait vitatta társa, Hugh O. Pentecost, és nincs bizonyíték arra, hogy Feigenbaum Whitechapelben volt a gyilkosságok idején.

### Robert Donston Stephenson
Robert Stephenson Donston (más néven Roslyn D'Onston) (1841. április 20. - 1916. október 9.) újságíró és író volt, akit érdekelt az okkultizmus és fekete mágia. Nem sokkal a gyilkosságok megkezdődése előtt felvetette magát a whitechapeli kórházba, és röviddel azután távozott, hogy véget értek. Szerzője volt egy újságcikknek és levelet is írt a rendőrségnek az üggyel kapcsolatban. Furcsa modora és a bűncselekmény iránti érdeklődése miatt egy amatőr detektív feljelentette őt a Scotland Yardon 1888 karácsonyának estéjén. Két nappal később Stephenson a rendőrségre ment és feljelentette saját gyanúsítottját, dr. Morgan Daviest a londoni kórházból. Ezt követően gyanúsította Stephensont a lapszerkesztő William Thomas Stead is. Az ügyről szóló könyvében a szerző és történész Melvin Harris szintén vitatta, hogy Stephenson gyanúsított lett volna. A rendőrség nem kezelte sem Stephensont, sem dr. Daviest komoly gyanúsítottként.

## Későbbi szerzők gyanúsítottjai

### Joseph Barnett
Joseph Barnett (kb. 1858-1927) korábban halszállító volt, és az egyik áldozat, Mary Kelly szeretője volt 1887. április 8-tól 1888. október 30-ig, amikor összevesztek, és elváltak, Mary Kelly pedig visszatért a prostitúcióhoz, hogy meg tudjon élni. Abberline felügyelő Kelly meggyilkolása után négy órán át hallgatta ki őt, ruháján vérnyomokat kerestek, de végül vádemelés nélkül szabadon engedték. Egy századdal a gyilkosságok után a szerző Bruce Paley vetette fel őt, mint gyanúsítottat, véleménye szerint azért követte el a többi gyilkosságot is, hogy elijessze Kellyt az utcától és a prostitúciótól. Más szerzők szerint ő csak Kellyt ölte meg, és azért csonkította meg a testét, hogy Hasfelmetsző nyakába varrhassa azt is, ám Abberline nyomozásainak eredménye tisztázta őt. Ismerősei köréből háziura, John McCarthy és egykori barátja, Joseph Fleming neve is felmerült gyanúsítottként.

### Lewis Carroll
Lewis Carroll (Charles Lutwidge Dodgson) (1832. január 27. – 1898. január 14.) az Alice Csodaországban és az Alice Tükörországban című művek írója. Carroll a műveiben található anagrammák miatt került a gyanúsítottak közé Richard Wallace író Jack the Ripper, Light-Hearted Friend című könyvében, azonban ezt az állítást sosem vették komolyan a tudósok.

### David Cohen
David Cohen (1865-1889) lengyel zsidó volt, akinek a Colney Hatch elmegyógyintézetbe zárása nagyjából egybeesett a gyilkosságok végével. Erőszakos antiszociális személyisége miatt keveredett gyanúba az East End-i helyi lakos Martin Fido író és ripperológus The Crimes, Detection and Death of Jack the Ripper (1987) című könyvében. Fido azt állította, hogy a „David Cohen” nevet használták abban az időben minden zsidó bevándorlóra, akiket vagy nem tudtak egyértelműen azonosítani, vagy amelyek nevének kiejtése túl nehéz volt a rendőrség számára (lásd John Doe az Egyesült Államokban). Fido azonosította Cohent „Bőrkötényként”, és feltételezte, hogy Cohen valódi nevén Nathan Kaminsky, egy Whitechapelben élő cipész, akit egy időben szifilisz miatt kezeltek és akinek nem jutottak a nyomára 1888 közepétől, vagyis épp akkortól, mikor Cohen is eltűnt. Fido úgy vélte, a rendőrségi tisztviselők összekeverték a Kaminsky és a Kosminski nevet, így nem a megfelelő embert tartóztatták le (lásd Aaron Kosminski fent). Cohen erőszakos, destruktív magatartást mutatott az elmegyógyintézetben, így bezárva tartották, ott is halt meg 1889 októberében. Egy FBI bűnügyi profilozó, John Douglas The Cases That Haunt Us című könyvében azt állította, hogy a gyilkosságokkal kapcsolatban összegyűjtött magatartásbeli jellemzők mind ugyanarra a személyre mutatnak, akit „a rendőrség David Cohen néven ismert. .. vagy valaki nagyon hozzá hasonlóra.”

### William Withey Gull
Sir William Gull Withey (1816. december 31. - 1890. január 29.) Viktória királynő orvosa volt. Stephen Knight Jack the Ripper: The Final Solution című művében vélték őt a Hasfelmetszőnek egy szabadkőműves / királyi összeesküvés-elmélet részeként. John Netley kocsist a cinkosának tartották. Eme elmélet nagy népszerűségnek örvendett a fantasztikus irodalomban és a drámai hatása miatt Gull alakja számos Hasfelmetsző-könyvben és filmen jelent meg, köztük az 1988-as tévéfilm változatban Michael Caine főszereplésével, és egy 1991 és 1996 között futó képregénysorozatban From Hell címmel, amelyet Alan Moore és Eddie Campbell alkotott, illetve az ebből készült A pokolból című filmadaptációban is.

### George Hutchinson
George Hutchinson egy munkás volt. 1888. november 12-én elment a londoni rendőrségre, és bejelentést tett, hogy november 9-én figyelte a szobát, ahol Mary Jane Kelly lakott, miután egy gyanús külsejű férfival látta őt. Részletes leírást adott a gyanúsítottról az éjszakai sötétség ellenére. Állítását később vitatták a kor rendőrei. Frederick Abberline felügyelő, miután kihallgatta Hutchinsont, úgy vélte, Hutchinson beszámolója igaz. Azonban Robert Anderson, a CID vezetője később úgy vélte, az egyetlen szemtanú, aki jól látta a gyilkost, egy zsidó volt. Hutchinson nem volt zsidó, így ő nem lehetett az a szemtanú. Néhány modern kori kutató azt vetette föl, hogy maga Hutchinson volt a Hasfelmetsző, aki megpróbálta a hamis bejelentéssel megzavarni a rendőrség munkáját, de mások szerint ő is csak egy újabb szenzációhajhász volt, aki azt remélte, eladhatja a sztorit a sajtónak.

### James Maybrick
1992-ben előkerült egy bizonyos James Maybrick naplója, melyet Hasfelmetsző Jackként írt alá. A naplót valószínűleg 1992. március 9-én James Maybrick egykori hálószobájának padlója alatt találták, majd Tony Deveraux-n keresztül Mike Barrett-hez került, aki nyilvánosságra hozta. A napló sokak szerint hamisítvány, Robert Smith szerint – aki  könyvében részletesen foglalkozott az üggyel – viszont eredeti. Maybrick 1899-ben rejtélyes körülmények között elhunyt,  felmerült, hogy a felesége megmérgezte.

### Walter Sickert
Walter Richard Sickert (1860. május 31. - 1942. január 22.) német születésű művész brit és dán származású szülőkkel, akit először Donald McCormick 1959-es könyvében (The Identity of Jack the Ripper) említ meg mint lehetséges Hasfelmetsző-gyanúsítottat. Sickert később megjelent Joseph Gorman jól ismert királyi/szabadkőműves összeesküvés-elméletében, amelyben az író azt állította magáról, hogy Sickert törvénytelen fia. Az elméletet később továbbfejlesztette Jean Overton Fuller, valamint a krimiíró Patricia Cornwell Egy gyilkos arcképe: Nyomozás Hasfelmetsző Jack személye után című könyvében. Ennek ellenére Sickertet nem tekintik komoly gyanúsítottnak azok, akik a legtöbb kutatást végezték az üggyel kapcsolatban, és erős bizonyítékok mutatják, hogy Sickert Franciaországban volt a legtöbb Hasfelmetsző-gyilkosság idején.

### Joseph Silver
2007-ben a dél-afrikai történész, Charles van Onselen azt állította The Fox and the Flies: The World of Joseph Silver, Racketeer and Psychopath című könyvében, hogy Joseph Silver, (vagy Joseph Lis) a lengyel zsidó volt Hasfelmetsző Jack. Kritikusok megjegyezték többek között azt is, hogy van Onselen nem rendelkezett bizonyítékkal, hogy Silver volt-e valaha is Londonban bármely gyilkosság idején, és hogy vádjának alapja kizárólag spekuláció. Van Onselen erre azt válaszolta, hogy számos körülmény tette Silvert gyanúsítottá.

### Sir John Williams
Sir John Williams Viktória királynő lányának szülészorvosa volt, akit egy 2005-ben kiadott könyvben vádoltak meg azzal, hogy ő volt Hasfelmetsző Jack, melyet az orvos egyik leszármazottja, Tony Williams és Humphrey Price írt Uncle Jack címen. A szerzők azt állítják, hogy az áldozatok személyesen ismerték az orvost és hogy azért ölte és csonkította meg őket, mert meddőség-kutatásával kapcsolatban végzett rajtuk kísérleteket, és Williams egy rosszul megélezett szikéje volt a gyilkos fegyver. Jennifer Pegg két cikkében rámutatott, hogy a könyvben állítottak nagy része téves.

## "Jill the Ripper"
A Hasfelmetsző Jacknek tulajdonított Openshaw-levél bélyegének hátlapjáról vett mintából Ian Finley végzett DNS-vizsgálatot, és arra a következtetésre jutott, hogy az azon található DNS egy nőhöz tartozik. Több asszony neve is előkerült az ügyben, de ezek többsége csak évekkel a whitechapeli gyilkosságok után merült fel.

### Mary Pearcey
Közvetlenül a gyilkosságok után még az egyetlen női gyanúsított Mary Pearcey volt. A nő ismert volt Londonban arról, hogy a gazdag szeretőivel tartatja el magát. Amikor 1890 októberében legfontosabb partnere, az üzletember Frank Hogg megszakította vele a kapcsolatot, Mary bosszút esküdött a férfi családja ellen. Október 24-én egy piszkavassal támadt Frank feleségére, Phoebe-re, majd brutális módon szétszabdalta a nyakát. A holttestet ezután betuszkolta a házaspár kislányának a babakocsijába úgy, hogy a 18 hónapos gyermek még benne volt. A kislány megfulladt. Mary London külvárosában, eltérő helyeken rejtette el az anya és a kislány holttestét, illetve a babakocsit. Ám másnap reggelre már sikerült a bűntény nyomaira ráakadni. Miután Phoebe konyhájában megtalálták a véres piszkavasat és a kést, illetve Frank Hogg is a szeretője ellen vallott, 1890. december 23-án Mary Pearcey-t felakasztották.
Az anyán talált vágások egyeseket a Hasfelmetsző Jack által okozott sérülésekre emlékeztettek, ráadásul Mary kivégzése okot adott arra, hogy miért maradtak abba olyan hirtelen a gyilkosságok. Azonban nincs arra utaló bizonyíték, hogy Mary Pearcey megfordult  volna Whitechapelben a gyilkosságok idején, és hiányzott az indítéka is a prostituáltak meggyilkolására.

### Constance Kent
Constance Kent az 1860-as évek Angliájának egyik legtöbbet emlegetett női bűnözője volt. A lány mindössze 16 éves volt, amikor 1860. június 30-án elvágta féltestvére, a négyéves Francis Kent torkát. Elmondása szerint így akart fájdalmat okozni gyűlölt mostohaanyjának. 1865-ben halálra ítélték, de még ugyanebben az évben megváltoztatták a büntetését életfogytiglani börtönre. A britek nem tudták elfeledni a nevét, és a gyermek precízen elvágott torka emlékeztetett a whitechapeli áldozatok sérüléseire. Ám a fő gyanújel az volt, hogy Kent 1885-ben szabadult ki a börtönből, három évvel a gyilkosságok kezdete előtt. Azonban a nőnek biztos alibije volt; még 1886-ban Ausztráliába emigrált.

### Lizzie Williams
Sir John Williams felesége, Lizzie Williams, John Morris egyik gyanúsítottja volt, aki azt állította, hogy az asszony - mivel meddősége miatt nem lehetett gyermeke - azokon akart bosszút állni a gyilkolással, akiknek lehetett.

### Lizzie Halliday
Az ohiói Marion Daily Star 1893. december 19-én állt elő saját elméletével, miszerint az ismert New York-i sorozatgyilkos, Lizzie Halliday végezhetett a whitechapeli áldozatokkal. Az asszony 1859 körül született Írországban, és nyolcévesen emigrált a családjával New Yorkba. Felnőttként beteges hazudozó és piromániás volt. Hat férje közül négy meggyilkolásában merült fel a neve, a hatodik férjét ráadásul brutálisan meg is csonkította. Két nő szintén miatta halt meg, ugyanis rájuk gyújtotta a házukat. 1894-ben ő lett az első nő a világon, akit villamosszék általi halálra ítélték, azonban az ítéletet nem hajtották végre. Elmegyógyintézetbe került, ahol megölte az egyik ápolónőt (kétszáz szúrással végzett vele egy ollóval).
Az orvosai szerint Halliday rajongott Hasfelmetsző Jack iránt, és ő volt a kedvenc beszédtémája. Egyes nyomozók nem tartják kizártnak, hogy Angliában tartózkodott a gyilkosságok idején, azonban erre nincsen semmilyen bizonyíték. Lizzie maga is tagadta a londoni gyilkosságokat.[forrás?]

## Fordítás
Ez a szócikk részben vagy egészben  a   Jack the Ripper suspects című angol Wikipédia-szócikk ezen változatának fordításán alapul.  Az eredeti cikk szerkesztőit annak laptörténete sorolja fel. Ez a jelzés csupán a megfogalmazás eredetét és a szerzői jogokat jelzi, nem szolgál a cikkben szereplő információk forrásmegjelöléseként.